# علاج جميل
علاج جميل (باليابانية:  プ リ キ ュ ア シ リ ー ズ) هي عبارة عن ألعاب أنيمي يابانية سحرية التي أنشأتها إيزومي تودو . تدور أحداث المسلسل حول مجموعة من الفتيات الساحرات والمعروفة باسم "Pretty Cures" وتخوض معركة ضد قوى الشر. وشهدت السلسلة العديد من مسلسلات الأنيمي، التي امتدت لأكثر من 700 حلقة حتى الآن، بالإضافة إلى أفلام المانغا والدمى وألعاب الفيديو.

## نظرة عامة
تركز كل سلسلة من المسلسلات على مجموعة من الفتيات المراهقات، معظمهن تلميذات يابانيات في السنة الثانية من المدرسة الإعدادية أو أي من هذه السنوات الثلاث في المدرسة الثانوية، اللواتي يتم منحهن مواد خاصة تسمح لهن بالتحول إلى محاربات أسطورية تعرف باسم «بريتي كيور» (أو بركور). بمساعدة المخلوقات المعروفة باسم الجنيات، تستخدم بريتي كيور قدراتها السحرية وقوتها المحسنة لمحاربة قوى الشر والمنظمات التي تنشئ وحوشًا لجلب البؤس إلى الأرض ومواصلة خططها. مع تقدم هذه السلسلة والأعداء الأقوياء، يكتسب العلاج عناصر سحرية جديدة وقدرات جديدة وأحيانًا حلفاء جدد لمساعدتهم في حربهم ضد الشر.